# Бергеда
Бергеда́ (исп. Berguedá, кат. Berguedà) — район (комарка) в Испании, входит в провинцию Барселона в составе автономного сообщества Каталония. На флаге и гербе комарки изображена гора Педрафорка.

## Муниципалитеты
1. Авиа
2. Бага
3. Берга
4. Борреда
5. Каполат
6. Кассеррес
7. Кастель-де-л’Арень
8. Кастельяр-де-н’Уг
9. Кастельяр-дель-Риу
10. Серкс
11. Эспуньола
12. Фигольс
13. Жиронелья
14. Жискларень
15. Гвардиола-де-Берга
16. Госоль
17. Монкла
18. Монмажор
19. Ла-Ноу-де-Бергеда
20. Ольван
21. Ла-Побла-де-Лильет
22. Пучреч
23. Ла-Карт
24. Сагас
25. Сальдес
26. Сан-Жауме-де-Фронтанья
27. Сан-Жулья-де-Серданьола
28. Санта-Мария-де-Мерлес
29. Вальсебре
30. Вилада
31. Вивер-и-Серратеш